# Utakwana rubromaculata
Utakwana rubromaculata är en insektsart som beskrevs av William Lucas Distant 1914. Utakwana rubromaculata ingår i släktet Utakwana och familjen Flatidae. Inga underarter finns listade i Catalogue of Life.